# Janji Manahan Sil
Janji Manahan Sil is een bestuurslaag in het regentschap Padang Lawas Utara van de provincie Noord-Sumatra, Indonesië. Janji Manahan Sil telt 933 inwoners (volkstelling 2010).